# Contardo Ferrini
Contardo Ferrini, O.F.S. (né le 4 avril 1859 à Milan et mort le 17 octobre 1902 à Verbania) est un universitaire italien, membre du Tiers-Ordre franciscain. Béatifié par Pie XII en 1947, sa mémoire est célébrée dans l’Église catholique le 17 octobre.

## Biographie
Contardo Ferrini est né le 4 avril 1859 à Milan où il est baptisé. Il est élève à l'Almo Collegio Borromeo de Pavie. Enfant précoce, il obtient son bac à 17 ans. Il poursuit ses études à l'université de Pavie et en 1880, à l'âge de 21 ans il est reçu comme docteur en droit avec une thèse sur la question du rôle d'Homère dans l'histoire du droit pénal,,.
Il effectue deux années de perfectionnement à Berlin, puis revint en Italie. Il enseigne le droit romain à l'université de Messine où il a comme collègue Vittorio Emanuele Orlando. Il est président de la faculté de droit de Modène. Il publie bon nombre d'ouvrages de droit, ainsi que des articles juridiques. C'est un spécialiste reconnu de droit romain et byzantin. Il maîtrise parfaitement les langues anciennes (hébreux, syriaque, copte). En 1894, Contardo Ferrini revient dans l'université de Pavie comme professeur. Fonction qu'il assurera jusqu'à sa mort,.
À une époque où les professeurs d'université étaient pour la plupart anticléricaux, Contardo Ferrini reste très lié à l'Église catholique, conservant un fort sentiment religieux intérieur, une vie de prière, et une grande ouverture d'esprit pour les œuvres caritatives et le souci des plus humbles. Il est un membre actif de la Société de Saint-Vincent-de-Paul, et conseiller municipal à Milan de 1895 à 1898. Sa foi assumée et lumineuse lui amène un certain nombre de critiques et moquerie de son entourage athée et anti-religieux.
En 1900 il contracte une maladie cardiaque qui l'oblige à rentrer à Suna pour s'y reposer. Mais il est alors atteint du typhus en buvant l'eau d'une fontaine polluée, et meurt à l'âge de 43 ans, le 17 octobre 1902 à Verbania) alors qu'il était en vacances sur le Lac Majeur,,.
Il est inhumé à Suna (hameau de Verbania). Après sa béatification, ses reliques seront ensuite transférées dans la chapelle de l'université catholique du Sacré-Cœur de Milan.

## Rayonnement universitaire
Contardo Ferrini rédige un grand nombre d'ouvrages et d'articles de son vivant. Certains sont encore célèbres aujourd'hui. Par exemple son traité sur le droit pénal romain, reste un texte fondamental pour les étudiants et les chercheurs. 
Ses publications ont données naissance à deux cents ouvrages, allant des éditions critiques de textes juridiques précieux, aux articles pour des revues spécialisées, ainsi qu'à diverses entrées d’encyclopédie. D'autres écrits ont été rassemblées, après sa mort, sur cinq volumes.

## Notoriété et Culte
Le pape Pie X fait ouvrir son procès en béatification en 1909. Il est déclaré vénérable par le pape Pie XI, le 8 février 1931.
Contardo Ferrini est proclamé bienheureux le 13 avril 1947 par le pape Pie XII. Sa fête a été fixée au 17 octobre. Il est le saint patron des universités,  et aux États-Unis il est également le saint patron des collèges. Dans le diocèse de Pavie, sa mémoire est célébrée le 6 novembre.
Après sa béatification, ses reliques sont transférées dans la chapelle de l'université catholique du Sacré-Cœur de Milan. En 1942, son cœur est ramené dans l'église paroissiale « Sainte Lucie » à Suna (près de Verbania).

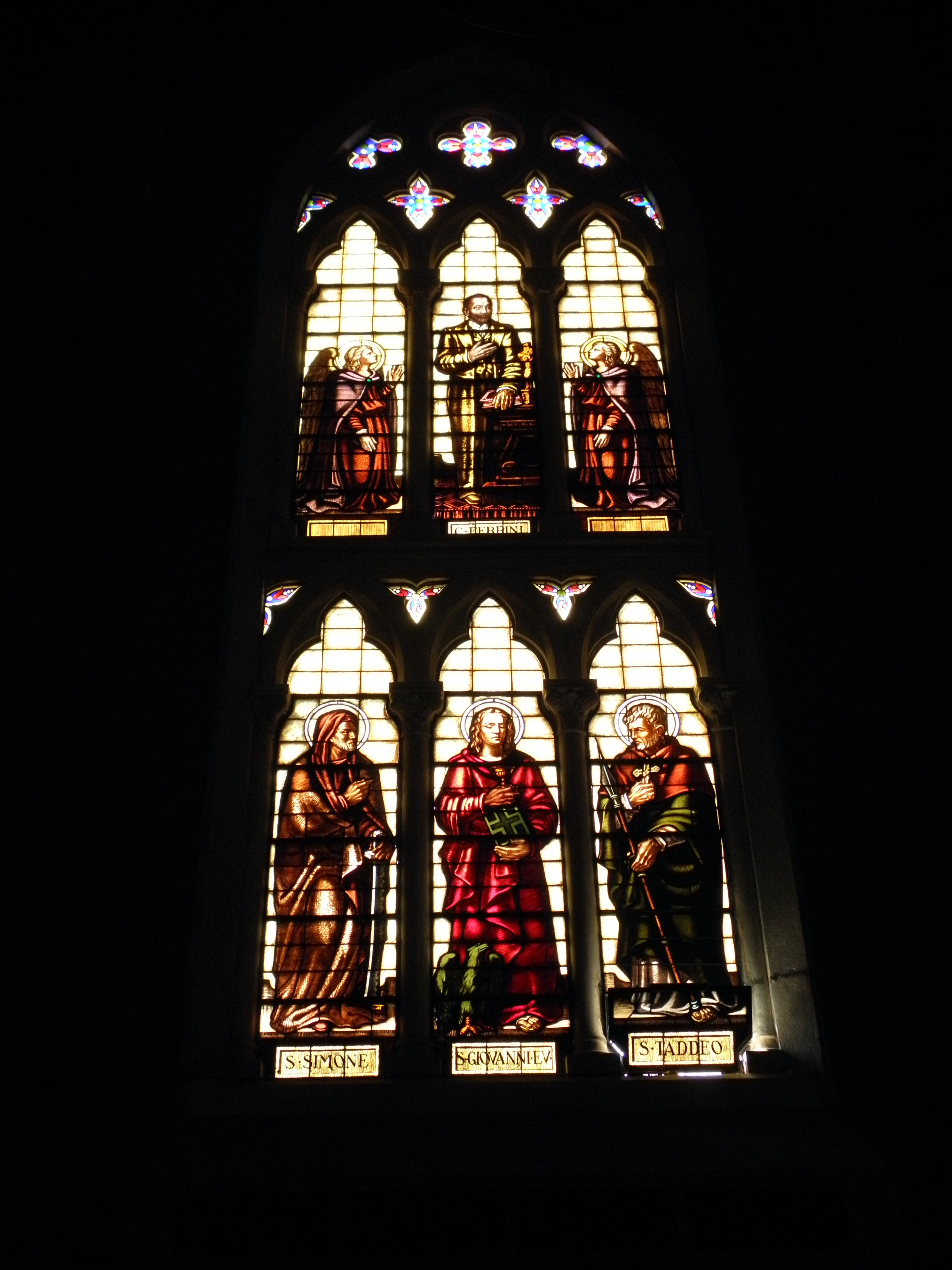
Vitrail de l'église Sainte Marie de Montebelluna. V. Ferrini est au centre tout en haut du vitrail.
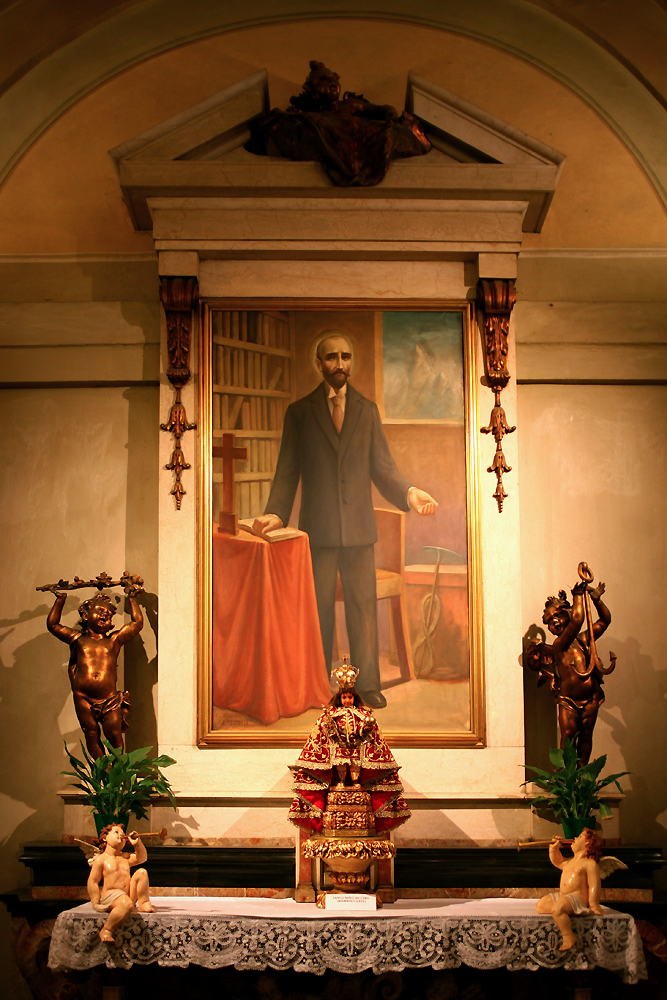
Retable dans l'église Sainte Marie de la Consolation à Milan.
Tableau dans le sanctuaire Saint Antoine de Padoue à Milan.

Si par le passé, de nombreux cinémas, clubs catholiques, écoles, instituts, rues et places ont porté son nom, aujourd'hui sa notoriété a largement diminuée. Mais on trouve encore quelques lieux qui portent son nom comme une école primaire ainsi qu'un jardin d'enfant à Rome, ou un centre culturel à Mantoue. 
L'Université catholique de Milan fondée par Agostino Gemelli en 1921 a reconnu Contardo comme son « précurseur et son inspirateur » : Contardo avait fait partie des rares personnes à défendre la création d'une telle université en son temps (bien que ce dernier soit mort plusieurs années avant la réalisation du projet).

## Œuvres

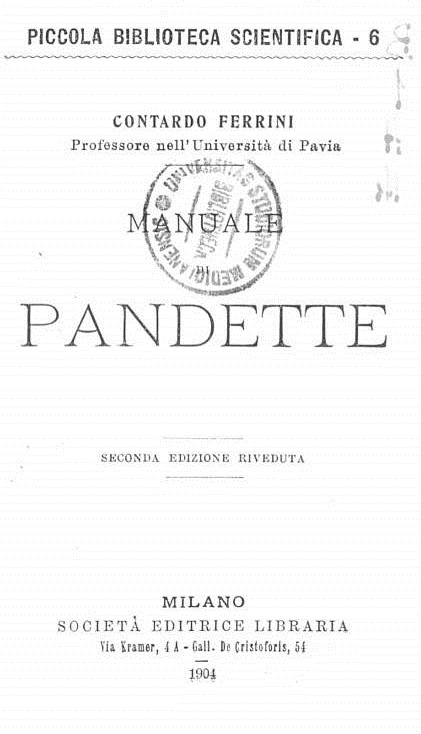
Manuale di Pandette, 1904.

- (it) Manuale di Pandette, Milan, Società Editrice Libraria, 1904 (lire en ligne)

## Sources
- Documentation Catholique : 1947 col.897-910
- Prions en Église, Éditions Bayard, no 286, page 9

- (it) Cet article est partiellement ou en totalité issu de l’article de Wikipédia en italien intitulé « Contardo Ferrini » (voir la liste des auteurs).